# Steven Jan van Geuns
Steven Jan van Geuns ( 1767 -1795) fue un médico, profesor, geólogo y botánico holandés.
Fue profesor de Botánica, Medicina, Química, y Fisiología en la "Universidad de Utrecht". Realizó extensas expediciones botánicas y geológicas por Alemania

## Algunas publicaciones
- Tagebuch einer Reise mit Alexander von Humboldt durch Hessen, die Pfalz, längs des Rheins und durch Westfalen im Herbst 1789 (Gebundene Ausgabe) (Diario de un viaje con Alexander von Humboldt de Hesse, Palatinado, a lo largo del Rin y Westfalia, en el otoño de 1789). Akademie-Verlag (agosto de 2007) ISBN 3-05-004321-0

### Libros
- 1788. Plantarum Belgii confoederati indigenarum Spicilegium. 76 pp. En línea
- 1789. Disp. de Corporum Habitudine Animae huiusque Virium Indice ac Moderatrice p. e. s. St(eph[anus]) J(oh[annes]) v(an) Geuns .
- 1789. Disquisitio philos. inaug. de Justitia Dei, quam p. e. s. J(oannes) v(an) Geuns .
- 1790. Quaestiones academicae medici argumenti ... Ed. Typis Everardi Tijhoff. 46 pp.
- --------------, hubert van den Bosch. 1790. Dissertatio chemico physiologica de natura et utilitate liquoris amnii ... Ed. Ex officina Wilhelmi van Yzerworst. 54 pp.
- 1791. Oratio de instaurando inter batavos studio botanico. Ed. W. Van Yzer Worst. 58 pp.
- --------------, bernd Kölbel. 1795. Tagebuch einer Reise mit Alexander von Humboldt durch Hessen, die Pfalz, längs des Rheins und durch Westfalen im Herbst 1789 (Diario de un viaje a Alexander von Humboldt de Hesse, el Palatinado, a orillas del Rin y Westfalia, en el otoño de 1789). Reeditó Akademie, 2007. 587 pp. ISBN 3050043210

## Honores

### Epónimos
- (Acanthaceae) Geunsia Neck. ex Raf.[2]
- (Lamiaceae) Geunsia Blume[3]

- La abreviatura «S.Geuns» se emplea para indicar a Steven Jan van Geuns como autoridad en la descripción y clasificación científica de los vegetales.[4]